# Castello di Moncolano
Il castello di Moncolano o torre di Prosecco (grad Mokolan o Proseški stolp in sloveno,  Turn Prosseck in tedesco) si trova in Italia nel comune di Trieste, nei pressi del cimitero del quartiere di Contovello, a picco sul mare, immediatamente sopra il castello di Miramare.
Originariamente conosciuto appunto come "castello di Moncholano", divenne poi noto con il nome di "torre di Prosecco", dal nome della località vicina (in quanto l'abitato di Contovello fu fondato successivamente in relazione proprio alla presenza del fortilizio), questi nel rinascimento fu identificato con l'antico "castello Pucino", e da allora dà il nome ad uno dei vini più famosi al mondo, il prosecco.

## Il castello
Il castello fu edificato dal Comune di Trieste agli inizi del Trecento a presidio di importanti itinerari stradali e delle aree produttive ai confini del territorio triestino, rinomate già all'epoca per la produzione di eccellenti vini.
In seguito il castello visse diverse vicissitudini, fu più volte assediato e conquistato, divenendo infine pure sede di feudo.
Il castello cadde in rovina nel XVII secolo e di esso oggi permangono solo tracce della muratura.